# Взяття Умані (1768)
Взяття Умані (в польській та єврейській літературі — Уманська різанина) — кульмінаційний момент гайдамацького повстання 1768 року, яке отримало назву «Коліївщина». 

## Передісторія
Навесні 1768 року козаки на чолі з Максимом Залізняком з'явилися в Холодному Яру біля Чигирина. Згодом повстання охопило всю територію Київського та Брацлавського воєводств. Максим Залізняк з кількома сотнями гайдамаків здобув ряд укріплених міст: Жаботин, Смілу, Черкаси, Корсунь, Богуслав, Лисянку. До повстанців приєднувалися селяни та міщани, які громили маєтки польських магнатів і шляхти, корчми, костели та уніатські церкви.
Панство втікало в Умань, який належав магнатові Францішеку Салезію Потоцькому і вважалася великим торгівельним пунктом. Через Умань проходили торгові шляхи на Молдову та Османську імперію, вона була добре укріплена. Місто мало свою фортецю, яку природнім ровом оточувала річка Уманка.
Проти гайдамаків були виставлені частини польської регулярної армії, 300 драгунів, 1 тисяча надвірних козаків під командуванням польського полковника Обуха та сотників Івана Ґонти та Дашка. Також перед наступом повстанців на місто його посилили 800 жовнірів Барської конфедерації та 500 надвірних козаків сотника Уласенка.
Воєначальник Умані Рафал Младанович послав проти Залізняка найкращі козацькі загони на чолі з сотниками Іваном Ґонтою та Пантелеймоном Уласенком. Проте він прорахувався — Ґонта і Уласенко перейшли на бік гайдамацького ватажка. З'єднані сили повстанців вирізали польський табір у Грековому лісі та пішли на Умань.

## Облога та звільнення Умані

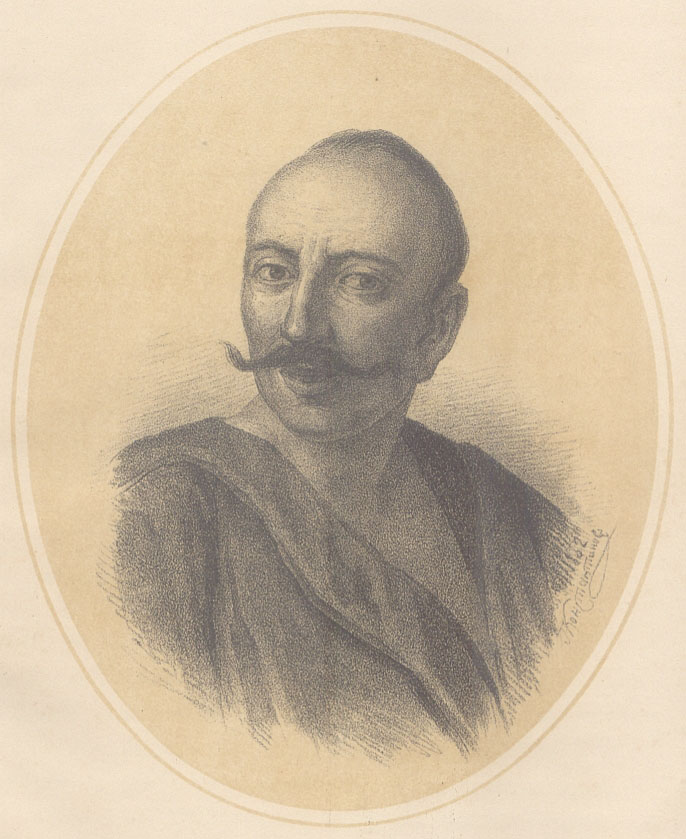
Іван Ґонта

Вранці 9 (20) червня 1768 сили гайдамаків, з'єднавшись із загонами Ґонти і Уласенка, підійшли до Умані і взяли місто в облогу. Міщани та біженці, серед яких були греко-католики (уніати), поляки та євреї, піднялися на стіни для оборони міста. Вони відкрили вогонь із гармат та рушниць, але відстояти місто не змогли. Штурм під покровом диму був настільки стрімким, що ніхто із нападників не загинув.
Згодом до гайдамаків несподівано ввійшла делегація української василіанської уніатської школи, яка у своїй промові назвала повстанців «вільними українцями» та «братами» і пообіцяла їм, що їхні діти та нащадки навчатимуться лише в українській школі. Сказане вкрай розлютило гайдамаків, в той час як російська православна церква вкрай негативно сприйняла це рішення [джерело?].
Облогу Умані здійснювало 2-тисячне гайдамацьке військо з 15 гарматами. Однак губернатор Рафал Младанович відмовився здати місто без бою. У відповідь Залізняк і Ґонта розпочали штурм фортеці. Залізняк повів гайдамаків до вхідних воріт в урочище Турки, а Ґонта — з боку Трекового лісу. Однак фортецю не було взято, після чого гайдамаки здійснили  штурм.
В Умані відчувалася гостра нестача води та гарматних ядер. 10 (21) червня 1768, не маючи достатньо сил для опору, губернатор після короткочасних переговорів погодився здати Умань повстанцям. Увійшовши до міста, гайдамаки оточили замок, міську ратушу, будинки, де засіли і звідки чинили опір конфедерати, шляхта, ксьондзи та міщани.
Населення Умані допомагало гайдамакам штурмувати замок, ловити і карати шляхту та єзуїтів, знищувати інвентарі, люстрації та інші документи, які узаконювали важкі повинності селян. Гайдамацькому війську дісталися 14 справних гармат та 2 гаківниці, чимало рушниць, пороху, свинцю та інших боєприпасів. Після загибелі Младановича управління містом було покладено на сотника Пантелеймона Уласенка, у розпорядження якого надійшов невеликий гайдамацький гарнізон.

## Наслідки
Здобувши Умань, повстанці посилено готувалися до повного визволення українських земель і возз'єднання їх з Лівобережною Україною в складі Росії. Посланці Максима Залізняка й Івана Ґонти з-під Умані розійшлися по Правобережній Україні і писаними відозвами та живим словом піднімали народ на боротьбу. Вони також звернулися з окремим універсалом до селян-поляків, закликаючи їх знищувати своїх панів. Гайдамаки захоплювали та спалювали поміщицькі маєтки і замки, розподіляли між собою панське майно.
Величезний розмах, якого набуло селянське повстання, налякав не тільки шляхетську Польщу, а й правлячі кола царської Росії.
По-зрадницькому, підступно загін царського полковника Гур'єва захопив Максима Залізняка, Івана Ґонту та інших повстанців. Переданий до рук польсько-шляхетської влади, Іван Ґонта 14 липня 1768 року зазнав у Сербах (на Дністрі) найлютішої кари, яка тривала кілька днів. Але він мужньо терпів ті муки навіть тоді, коли нерви катів не витримували. Після найжорстокіших тортур йому відрубали голову, череп якої довго висів прибитий до брами в Могильові. Страшним мукам піддала шляхта інших борців за волю. За вироком польсько-шляхетських судів повстанців після мук і знущань карали на смерть, четвертували, саджали на палі, вішали, відрубували руки та ноги. Особливо люту розправу над повстанцями влаштували в Кодні під Житомиром. Російських підданих — учасників повстання покарано батогами, затавровано й заслано до Сибіру. Такий вирок був і Максиму Залізнякові. По дорозі на заслання в слободі Котельві на Полтавщині Залізняк втік, але невдовзі його знову спіймали. У 1769 році, за свідченням російського поета Гаврила Державіна, він сидів під арештом у Москві, звідки, очевидно, і був відправлений до Нерчинська. Подальша його доля невідома. Є припущення, що Максим Залізняк втік із каторги і брав участь у селянській війні під проводом Омеляна Пугачова.

## Взяття Умані в мистецтві
Взяття Умані і постать Ґонти досі привертає пильну увагу як української, так і польської історіографії та художньої літератури. Польські дослідники таврують Ґонту як зрадника й розбійника, українські — визнають його героєм визвольної боротьби, мучеником, який заплатив страшними муками за своє бажання звільнити рідний народ. Особливо ідеалізувала Ґонту стара народницька школа українських істориків із професором Володимиром Антоновичем та редакцією журналу «Кіевская старина» на чолі. А українська література ще раніше в особі Шевченка оспівала уманського сотника, зробивши його центральною постаттю в поемі «Гайдамаки».
У польській літературі уманським подіям присвячені твори пол. «Sen srebrny Salomei» Словацького, пол. «Zamek kaniowski» Гощинського i пол. «Koliszczyzna i stepy» Грабовського.